# 具智充
具 智充（グ・ジユン、1992年5月2日 - ）は、トップリーグHonda Heatに所属するラグビー選手。

## プロフィール
- 韓国出身[1]。
- ポジションはスタンドオフ(SO)、センター(CTB)。
- 身長 176cm、体重 89kg
- ニックネームは具、リチャード[2]。
- 父の東春も元ラグビー選手（元・韓国代表）[3]で弟の智元もラグビー選手[4]。

## 略歴
日本文理附属高校、拓殖大学を経て、2016年、Honda Heatに加入。
2017年9月9日に行われたジャパンラグビートップチャレンジリーグマツダブルーズーマーズ戦に途中出場で公式戦初出場を果たす。